# Boss Hog
Boss Hog è un gruppo musicale statunitense punk blues, fondato nel 1989. Hanno pubblicato quattro album e tre EP.
La formazione è composta da Cristina Martinez (voce), suo marito Jon Spencer (chitarra), Jens Jurgensen (basso), Hollis Queens (batteria) e Mark Boyce (tastiere).

## Storia
Il gruppo nacque nel 1989 dopo lo scioglimento dei Pussy Galore, in cui militavano sia Spencer sia la Martinez.
Ha raggiunto una certa notorietà non solo per il suo caratteristico sound abrasivo, ma anche per la forte carica sessuale della cantante soprattutto sul palco; sembra che durante il loro primo concerto la Martinez abbia cantato completamente nuda.
Il gruppo ha esordito nel 1989 con l'EP Drinkin', Lechin' & Lyin', diventato famoso per la copertina in cui la cantante Cristina Martinez appariva nuda tranne un paio di stivali neri a stiletto e lunghi guanti neri.
Dopo la realizzazione di tre album di buon successo, il gruppo si sciolse nel 2000. Jon Spencer si dedicò a tempo pieno alla Jon Spencer Blues Explosion, fondata nei primi anni novanta che dal 2004 ha preso il nome di Blues Explosion.

## Formazione
- Cristina Martinez: voce
- Jon Spencer: chitarra
- Jens Jurgensen: basso
- Hollis Queens: batteria
- Mark Boyce: tastiere

## Discografia

### Album studio
- Cold Hands (1990)
- Boss Hog (1995)
- Whiteout (2000)
- Brood X  (2017)

### Mini album ed EP
- Drinkin', Lechin' & Lyin' (1989 - mini-album)
- Action Box (1991)
- Girl Positive (1993 - EP)
- Girl Positive + (1993 - mini-album)

### Singoli
- I Dig You (1996)
- Winn Coma (1996)
- Whiteout (2000)
- Old School (2000)
- Get It While You Wait (2000)
- Itchy & Scratchy (2000)